# Antsirabe Nord
Antsirabe Nord è una città e comune del Madagascar situata nel distretto di Vohemar, regione di Sava. 
La popolazione del comune rilevata nel censimento 2001 era pari a 24 986 unità.